# Guzmania xanthobractea
Guzmania xanthobractea är en gräsväxtart som beskrevs av Amy Jean Gilmartin. Guzmania xanthobractea ingår i släktet Guzmania och familjen Bromeliaceae. Inga underarter finns listade i Catalogue of Life.